# Yu Chi-hwan
Yu Chi-hwan (en hangeul :유치환, 14 juillet 1908 -13 février 1967) est un poète sud-coréen. Son surnom est "Cheong-ma".

## Biographie
Yu Chi-hwan est né dans la province de Gyeongsangnam-do. Il a publié au moins dix volumes de poésie. Le poète a par ailleurs collaboré avec les forces d'occupation au cours des années coloniales japonaises. En 2005, une place a été aménagée avec un buste du poète à Bangha-ri, à Dundeok-Myon, à Geoje, et dans la province sud de Gyeongsang, où cinq monuments, sur chacun desquels est inscrit un de ses poèmes, sont consacrés à sa mémoire.
Il a intégré l'école primaire de Toyoyama au Japon pendant quatre ans, puis est retourné en Corée pour suivre ses études au lycée Dongnae. Il entre ensuite dans le département des sciences humaines de l'université Yonhui (aujourd'hui l'université Yonsei) en 1927, mais interrompt ses études un an après. En 1937, il dirige la revue Raison de la vie (Saengni). En Avril 1940, il part s'installer en Mandchourie. Il ne revient en Corée qu'en Juin 1946, date à laquelle il crée l'Association culturelle Tongyeong (Tongyeong munhwa  hyeop-hoe) avant de s'engager dans l'armée. En 1952, il rejoint le cercle "Poésie et poétique" (Siwa Shiron) à Daegu, et en 1955, il supervise la publication de L'orge verte (Cheongmaek), un journal produit par un cercle d'écrivains de la région de Gyeongsangnam-do. Il a reçu notamment le prix de la culture de la ville Séoul, le prix du grand mérite de l'Académie coréenne des arts (Yesurwon gongnosang), et la médaille culturelle de la ville de Busan. Il est décédé le 13 février 1967 .

## Œuvre
L'Institut coréen de traduction littéraire (LTI of Korea) résume son œuvre de cette manière :
Il a commencé sa carrière d'abord en écrivant de la poésie avec la publication de son poème Silence (Jeongjeok) dans la revue littéraire mensuelle Munye Wolgan en décembre 1931. La publication de son premier recueil de poésie sobrement intitulé Poèmes de Yu Chi-hwan (Cheongma shijo) en 1939 a été suivie de dix autres volumes de poésie, dont Le livre de la vie (Saengmyeong-ui Seo), L'île de Ulleung (Ulleungdo), Journal d'une libellule (Cheongnyeong ilgi), ainsi qu'un livre basé sur ses expériences dans l'armée pendant la guerre de Corée intitulé Avec un soldat d'infanterie (Bobyeonggwa deobureo). Heureux d'avoir aimé (Saranghaesseumeuro haengbokhayeonnera), publié à titre posthume, est une sélection de deux cents lettres d'amour qu'il a écrites au poète de shijo Lee Yeong-do.
Ses œuvres sont caractérisées par une volonté de vaincre la mort et le néant, de transcender le sort de l'existence humaine. Cette volonté est liée au cheminement spirituel du poète, ses écrits ont donc en eux-mêmes une grande variété d'anecdotes et de connotations. On y trouve d'une part un sentiment de rage lié aux circonstances extrêmes de la fin des années de l'impérialisme japonais, et d'autre part, dans la notion de mort, une sorte de compassion existentielle envers ses personnages.
Nous retrouvons ces caractéristiques dans son poème intitulé Drapeau (Gitbal). Le drapeau représente cet esprit sentimental qui, en délivrant en même temps une sorte de compassion pour l'humanité et un désir d'utopie symbolisée par l'image d'une mer bleue, ne peut pas en fin de compte réaliser cette utopie. C'est sur la base de cet amour tenace pour la force de la vie, mais aussi sur la base de cette volonté de surmonter le néant que Yu Chi-hwan s'est fait un nom à part dans le monde littéraire coréen.